# 汪精衛國民政府行政區劃
汪精衛國民政府的行政區劃雖然名義上統有華北政務委員會及蒙疆聯合自治政府，事實上僅直接管轄江蘇、淮海、安徽、浙江、江西、湖北、湖南、廣東、中原、福建等省份及南京特別市、上海特別市、漢口特別市、厦门特别市等特別市，再者，除了江蘇、淮海、安徽三省的形勢較為完整外，其他省區往往僅佔有少數縣；另曾設置浙東行政公署、蘇北行政公署及蘇淮特別行政區等3個省級特區。華北政務委員會名義上管轄河北、山東、山西3省及北京（後改回北平）、天津特別市、青島特別市；實際上尚管有河南省及江蘇長江以北地區；後另設立華北政務委員會第一直轄行政區及冀東行政公署等2個直轄省級特區。蒙疆聯合自治政府則管轄巴彥塔拉、察哈爾、錫林郭勒、烏蘭察布、伊克昭等五個盟與察南、晉北兩政廳，並先後設立厚和、包頭、張家口等3個特別市，合計10個省級單位。

## 省級政區列表
| 日期           | 新增                                                 | 變更     | 廢除               | 數目 | 備註                                   |
| -------------- | ---------------------------------------------------- | -------- | ------------------ | ---- | -------------------------------------- |
| 1935年11月25日 | - 冀東防共自治政府                                   |          |                    |      | 日軍所成立                             |
| 1938年1月      | - 北京特別市 - 天津特別市 - 河北省 - 河南省          |          |                    | 4    | 中華民國臨時政府所成立                 |
| 1938年2月      |                                                      |          | - 冀東防共自治政府 | 5    | 編入河北省                             |
| 1938年3月5日   | - 山東省                                             |          |                    | 5    | 中華民國臨時政府所成立                 |
| 1938年6月22日  | - 南京特別市 - 上海特別市 - 江蘇省 - 浙江省 - 山西省 |          |                    | 10   | 中華民國維新政府所成立                 |
| 1938年10月28日 | - 安徽省                                             |          |                    | 11   | 中華民國維新政府所成立                 |
| 1939年1月      | - 青島特別市                                         |          |                    | 12   | 中華民國維新政府所成立                 |
| 1939年7月1日   | - 廈門特別市                                         |          |                    |      | 直屬日本海軍，不編入維新政府或臨時政府 |
| 1940年4月24日  | - 廣東省                                             |          |                    | 13   | 汪兆銘政府成立                         |
| 1940年10月3日  | - 湖北省 - 漢口特別市                                |          |                    | 15   |                                        |
| 1941年9月      | - 軍事委員會委員長蘇北行營                           |          |                    | 16   | 自江蘇省分置                           |
| 1942年1月      | - 蘇淮特別區                                         |          |                    | 17   | 自江蘇省分置                           |
| 1942年6月4日   | - 浙東行政公署                                       |          |                    | 18   | 分浙江省餘姚等6縣置                    |
| 1943年3月30日  | - 廈門特別市                                         |          |                    | 19   | 編入汪精衛國民政府                     |
| 1943年3月30日  |                                                      |          | - 浙東行政公署     | 18   | 編入浙江省                             |
| 1943年5月6日   | - 江西省                                             |          |                    | 19   | 自湖北省分置                           |
| 1943年5月27日  |                                                      |          | - 蘇北行營         | 18   | 編入江蘇省                             |
| 1943年10月19日 |                                                      |          | - 漢口特別市       | 17   | 歸湖北省管轄                           |
| 1943年11月23日 | - 華北政務委員會第一直轄行政區                       |          |                    | 18   | 華北政務委員會所成立實驗性政區         |
| 1944年1月3日   |                                                      | - 淮海省 |                    | 18   | 原蘇淮特別區改編為省                   |
| 1944年         | - 豫陝鄂皖邊區                                       |          |                    | 19   | 日軍新奪自河南省國統區                 |
| 1944年7月      | - 冀東行政公署                                       |          |                    | 20   | 自河北省冀東道改編                     |
| 1944年10月     | - 蘇北行政公署                                       |          |                    | 21   | 自江蘇省分置                           |
| 1945年3月29日  |                                                      | - 中原省 |                    | 21   | 原豫陝鄂皖邊區改編為省                 |

## 行政區劃

### 汪精衛國民政府直轄區

#### 南京特別市
民國二十七年（1938年）4月1日由綏靖部長任援道兼任督辦南京市政，24日成立南京市政督辦公署。民國二十八年（1939年）3月2日改稱南京特別市政府。民國二十九年（1940年）6月20日，汪兆銘政府中央政治委員會第11次會議決定對南京特別市政府實行改組，並定為首都。

#### 上海特別市
民國二十六年（1937年）12月成立上海市大道政府。民國二十七年（1938年）4月28日改組為上海市政督辦公署。10月14日改稱上海特別市政府。民國二十九年（1940年）6月，江蘇省上海、嘉定、寶山、奉賢、南匯、川沙、崇明7縣暫歸上海特別市管轄。全市劃分為江灣區、浦東北區、浦東南區、滬西區、閘北區（後改稱滬北區）、市中心區、北橋區、嘉定區、寶山區、奉賢區、南匯區、川沙區、崇明區13區。

#### 廈門特別市
廈門特別市拟设立：
- 市中心區（实际未成立）
- 禾山區（实际未成立）
- 鼓浪嶼區（未划定区界）
- 金門區（未划定区界）
- 浯屿區（未划定区界）

#### 江蘇省
民國二十七年（1938年），中華民國維新政府成立江蘇省政府，省會駐吳縣。民國二十九年（1940年）6月，汪兆銘政府中央政治委員會第11次會議決定對江蘇省政府實行改組。江蘇省61縣被分裂為三部分：上海、嘉定、寶山、奉賢、南匯、川沙、崇明7縣暫歸上海特別市管轄，淮陰15縣暫行分隸蘇北行政專員公署，其餘歸江蘇省。民國二十九年（1940年）時轄有吳縣、常熟、崑山、吳江、丹徒（同年12月改名鎮江）、江寧、句容、溧水、江浦、六合、金壇、丹陽、揚中、松江、青浦、金山、太倉、海門、武進、無錫、宜興、江陰、靖江、南通、如皋、江都、儀徵27縣。高淳、溧陽、揚中、啟東、泰興、阜寧、鹽城、東台、興化、泰縣、高郵、寶應、蕭縣等縣，或是「尚未設治」，或是成為中共抗日根據地的一部分。民國三十年（1941年）9月置「軍事委員會委員長駐蘇北行營」管轄此區。民國三十二年（1943年）6月1日設第一區行政督察專員公署，民國三十三年（1944年）5月蘇北行營裁撤併入江蘇省，江蘇省轄35縣：
- 江蘇省政府直轄區：吳縣、常熟、昆山、吳江、武進、無錫、宜興、江陰、鎮江、丹陽、金壇、江寧、句容、溧水、江浦、六合、松江、青浦、金山、太倉、海門、靖江、南通、如皋、江都、儀徵、啟東、揚中29縣。
- 第一行政督察區，專署駐泰縣，轄泰縣、東台、興化、高郵、鹽城、寶應6縣。

同年7月起設第二至第九區行政督察專員公署。

##### 軍事委員會委員長蘇北行營→蘇北綏靖公署
民國三十年（1941年）9月15日置「軍事委員會委員長駐蘇北行營」，駐泰縣，轄泰縣、興化、東台、高郵、寶應、鹽城、阜寧、淮安、泰興、啟東、江都、儀徵、靖江、南通、海門、如暨等16縣（江都以後6縣由江蘇省劃出）。民國三十一年（1942年）1月阜寧、淮安劃入蘇淮，代管「徐海道」及安徽省淮北地區；同年4月增設揚中縣。民國三十二年（1943年）5月23日，最高國防會議第16次會議決定撤銷蘇北行營，在揚州改設蘇北綏靖主任公署，仍兼管民政。民國三十三年（1944年）10月23日公佈綏靖公署暫行兼理蘇北行政要現，公署下設政務廳、廳內設民政、財政、建設、教育4處；公署駐泰縣，轄原泰縣、江都、儀徵、泰興、靖江、南通、海門、啟東、如皋、東台、興化、高郵、鹽城、寶應14縣及淮海省阜寧縣。

#### 安徽省
民國27年（1938年）7月12日，南京的中華民國維新政府行政院任命的倪道烺為安徽省維持會會長，在蚌埠建立省署。7月23日，任命倪道烺為「安徽省維新政府」省長。同年10月28日，倪道烺在蚌埠正式建立安徽省維新政府。11月20日，倪道烺正式上任。民國29年（1940年）3月，維新政府併入南京汪兆銘的中華民國國民政府，並於9月19日，改稱安徽省政府委員會。9月20日，在蚌埠正式批准成立安徽省政府。10月10日，安徽省政府正式成立。民國31年（1942年）2月19日，汪精衛國民政府將蘇皖交界地區的21個縣、市地區在徐州市成立蘇淮特別行政區。其中，劃走原屬安徽的亳、宿、蕭、碭山、泗、靈璧、渦陽7縣。民國32年（1943年）7月25日，安徽省設8個行政督察區。民國34年（1945年）8月15日，日本宣佈無條件投降後，8月18日，國民政府軍第七軍正式接管汪精衛國民政府的安徽省。
- 第一行政督察區，專員公署駐蚌埠市，轄鳳陽、懷遠、五河3縣及蚌埠市。
- 第二行政督察區，專員公署駐田家庵，轄壽縣、鳳台2縣及定淮、興淮2特區。
- 第三行政督察區，專員公署駐嘉山縣的明光鎮，轄嘉山、盱眙、定遠3縣。
- 第四行政督察區，專員公署駐滁縣，轄滁縣、全椒、來安、天長4縣。
- 第五行政督察區，專員公署駐巢縣，轄合肥、巢縣、含山、和縣4縣。
- 第六行政督察區，專員公署駐蕪湖市，轄蕪湖、當塗、無為、繁昌4縣及蕪湖市。
- 第七行政督察區，專員公署駐郎溪縣，轄郎溪、宣城、廣德3縣。
- 第八行政督察區，專員公署駐懷寧縣安慶，轄安慶，轄懷寧、桐城、望江、宿松、貴池、銅陵、東流7縣。

#### 淮海省
- 淮海省（省會：徐州市）
  - 第一行政督察區專員公署（駐地：銅山縣）
    - 銅山縣
    - 蕭縣
    - 亳縣

  - 第二行政督察區專員公署（駐地：碭山縣）
    - 碭山縣
    - 沛縣
    - 豐縣

  - 第三行政督察區專員公署（駐地：宿縣）
    - 宿縣
    - 靈璧縣
    - 泗縣

  - 第四行政督察區專員公署（駐地：宿遷縣）
    - 宿遷縣
    - 邳縣
    - 睢縣

  - 第五行政督察區專員公署（駐地：淮陰縣）
    - 淮陰縣
    - 淮安縣
    - 漣水縣
    - 泗陽縣

  - 第六行政督察區專員公署（駐地：東海縣）
    - 東海縣
    - 灌雲縣
    - 沭陽縣
    - 贛榆縣
    - 阜寧縣

#### 浙江省
民國二十七年（1938年）5月17日，中華民國維新政府開始籌備，6月22日於杭州市成立浙江省政府及杭州市市政府，省會駐杭州市。
民國二十九年（1940年）10月，汪兆銘政府中央政治委員會第22次會議決定對浙江省政府實行改組。省會仍駐杭州市，轄杭州市及杭縣、吳興、嘉興、嘉善、海寧、平湖、長興、餘杭、崇德、桐鄉、德清、武康、海鹽、富陽、蕭山、紹興等16縣。民國三十二年（1943年）3月浙東行政公署裁撤併入浙江省，所轄6縣劃屬浙江省；4月至5月設第一、第二區行政督察專員。民國三十三年（1944年）7月設第三至第七區行政督察專員。民國三十三年（1944年）2月，浙江省轄有1市33縣2行政督察區：
- 浙江省政府直轄區，杭州市及杭縣、吳興、嘉興、嘉善、海寧、平湖、長興、餘杭、崇德、桐鄉、德清、武康、海鹽、富陽、蕭山、紹興16縣。
- 第一行政督察區，專署駐鄞縣，轄鄞縣、餘姚、奉化、慈谿、象山、鎮海、上虞、定海8縣。
- 第二行政督察區，專署駐金華縣，轄金華、蘭溪、浦江、武義、東陽、義烏、新昌、嵊縣、諸暨9縣。

歷任浙江省首長有5人、7任：
浙江省省長（中華民国維新政府）
- 汪瑞闓：1940年3月30日 - 1940年10月5日

浙江省省政府主席
- 汪瑞闓：1940年10月5日 - 1941年1月24日（死去）
- 梅思平：1941年2月13日 - 8月22日（沈爾喬代理）
- 傅式說：1941年8月22日 - 1943年1月2日

浙江省省長
- 傅式說：1943年1月2日 - 1944年9月14日
- 項致莊：1944年9月14日 - 1945年5月3日
- 丁默邨：1945年5月3日 - 1945年8月（廢止）

##### 浙東特別區
為適應日本掠奪浙東地區棉花、鹽等戰略物資的需要，汪兆銘政府行政院於民國三十一年（1942年）5月26日第113次會議決定設置浙東特別區公署，擬定《浙東行政公署暫行組織條例草案》，並呈報汪兆銘國民黨中央政府委員會。6月4日汪兆銘政府公佈該《草案》，規定其行政區直隸行政院，暫轄餘姚、奉化、慈谿、象山、鄞縣、鎮海等縣，公署駐鄞縣。下設秘書、民政、財政、教育、建設、保安、警務等7處。民國三十二年（1943年）3月23日，汪兆銘政府行政院第154次會議決定自3月30日裁撤該公署，併入浙江省；並以此特別區6縣與上虞、定海2縣劃為浙江省第一行政督察專員公署。

#### 江西省
- 江西省（省會：九江縣）

#### 湖北省
- 湖北省（省會：漢口特別市）

歷任湖北省首長有3人、5任：
湖北省省長（中華民国維新政府）
- 何佩瑢：1940年3月30日 - 10月5日

湖北省省政府主席
- 何佩瑢：1940年10月5日 - 1942年6月7日〔毒殺〕
- 楊揆一：1942年6月28日 - 1943年1月20日

湖北省省長
- 楊揆一：1943年1月20日 - 1945年3月3日
- 葉蓬：1945年3月3日 - 8月（廢止）

#### 廣東省
1940年4月24日，汪精衛國民政府行政院第4次會議決定成立廣東省政府。治所在今廣州市。下轄廣州市、汕頭市和南海、番禺、順德、新會、中山、三水、花縣、東莞、增城、寶安、從化、博羅、惠陽、潮安、潮陽、澄海、南澳等縣。另有海南島軍管區所屬瓊山、澄邁、定安、文昌、瓊東、樂會、臨高、儋縣、崖縣、感恩、昌江、陵水、萬寧等縣。1944年9月8日設第一至第四區行政督察專員公署，各轄縣數不詳。
歷任廣東省首長有4人、5任：
廣東省省政府主席
- 陳公博：1940年4月23日 - 11月8日
- 陳耀祖：1940年4月23日 - 1943年1月20日

廣東省省長
- 陳耀祖：1943年1月20日 - 1944年4月4日（被暗殺）
- 陳春圃：1944年4月14日 - 1945年4月26日
- 褚民誼：1945年4月26日 - 1945年8月（廢止）

廣東省政指導員
- 陳璧君

### 華北政務委員會轄區

#### 青島特別市
青島特別市管轄：
- 膠州區：舊稱膠縣，1940年3月改制區。
- 即墨區：舊稱即墨縣，1940年3月改制區。

#### 河北省
1938年1月1日，「中華民國臨時政府」組建「河北省公署」，治所先在天津，次年3月25日移治清苑（今河北省保定市）1940年5月29日起，下設保定道、真定道、冀東道（1944年7月改置冀東特別區）、燕東道、津海道、渤海道、順德道、冀南道尹。1941年11月22日設有唐山市（1938年1月冀東防共自治政府置，1940年1月正式成立）、石門市（1939年10月置）。1944年春改新海設治局置新海縣，治所即今河北省黃驊市。同年11月，束鹿縣遷治辛集鎮（今辛集市治所）。1945年8月抗戰結束前，行政區劃如下：
| 道名             | 縣數 | 駐地       | 縣名 |
| ---------------- | ---- | ---------- | --- |
| 河北省政府直轄區 | 1    |            | 石門市 |
| 冀東特別區       | 12   | 唐山市     | 唐山市、玉田縣、遵化縣、昌黎縣、遷安縣、撫寧縣、豐潤縣、樂亭縣、灤縣、臨榆縣、盧龍縣、興隆辦事處                                                                         |
| 真渤特别行政区   | 22   |            | 安平縣、冀縣、岐城縣、棗強縣、饒陽縣、景縣、獻縣、吳橋縣、交河縣、故城縣、深縣、晉縣、新河縣、深澤縣、束鹿縣、東光縣、南皮縣、武強縣、武邑縣、衡水縣、寧津縣、寧晉縣     |
| 保定道           | 23   | 清苑縣     | 清苑縣、安國縣、安新縣、易縣、完縣、曲陽縣、行唐縣、蠡縣、徐水縣、新城縣、新樂縣、定縣、定興縣、高陽縣、唐縣、博野縣、阜平縣、滿城、望都縣、雄縣、容城縣、淶水縣、淶源縣 |
| 真定道           | 12   | 正定縣     | 正定縣、井陘縣、獲鹿縣、元氏縣、藁城縣、高邑縣、贊皇縣、趙縣、無極縣、平山縣、欒城縣、靈壽縣                                                                             |
| 燕東道           | 15   | 北京特別市 | 宛平縣、薊縣、懷柔縣、固安縣、香河縣、三河縣、順義縣、昌平縣、大興縣、涿縣、通縣、平谷縣、房山縣、密雲縣、良鄉縣                                                         |
| 津海道           | 12   | 天津特別市 | 安次縣、永清縣、青縣、靜海縣、新鎮縣、大城縣、天津縣、霸縣、武清縣、文安縣、寶坻縣、寧河縣                                                                               |
| 渤海道           | 7    | 滄縣       | 滄縣、鹽山縣、河間縣、慶雲縣、肅寧縣、新海縣、任丘縣 |
| 順德道           | 15   | 邢台縣     | 邢台縣、威縣、堯山縣、巨鹿縣、廣宗縣、沙河縣、清河縣、內丘縣、南宮縣、南和縣、任縣、柏鄉縣、平鄉縣、隆平縣、臨城縣                                                       |
| 冀南道           | 11   | 邯鄲縣     | 邯鄲縣、永年縣、曲周縣、雞澤縣、廣平縣、磁縣、成安縣、清豐縣、大名縣、長垣縣、東明縣、南樂縣、肥鄉縣、濮陽縣                                                             |

#### 河南省
- 河南省（省會：開封市）
  - 豫東道（駐地：開封市）
    - 開封市：1938年10月設置開封市。
    - 開封縣
    - 開蘭縣
    - 鹿邑縣
    - 杞縣
    - 睢城縣
    - 虞城縣
    - 考城縣
    - 水城縣
    - 商丘縣
    - 太康縣
    - 中牟縣
    - 陳留縣
    - 柘城縣
    - 通許縣
    - 寧陵縣
    - 民權縣
    - 淮陽縣

  - 豫北道（駐地：彰德縣）
    - 彰德縣
    - 延津縣
    - 溫縣
    - 滑縣
    - 獲嘉縣
    - 淇縣
    - 輝縣
    - 汲縣
    - 原武縣
    - 齊源縣
    - 修武縣
    - 浚縣
    - 涉縣
    - 新鄉縣
    - 清化縣
    - 沁陽縣
    - 湯陰縣
    - 內黃縣
    - 武安縣
    - 封丘縣
    - 武陟縣
    - 孟縣
    - 陽武縣
    - 臨漳縣
    - 林縣

#### 山東省
- 山東省（省會：濟南市）
  - 省直轄
    - 濟南市

  - 濟南道（駐地：濟南市）
    - 齊河縣
    - 齊東縣
    - 濟陽縣
    - 章丘縣
    - 鄒平縣
    - 長清縣
    - 歷城縣

  - 東臨道（駐地：臨清縣）
    - 臨清縣
    - 禹城縣
    - 恩縣
    - 夏津縣
    - 冠縣
    - 館陶縣
    - 丘縣
    - 莘縣
    - 高唐縣
    - 茌平縣
    - 清平縣
    - 堂邑縣
    - 德縣
    - 博平縣
    - 武城縣
    - 平原縣
    - 聊城縣

  - 武定道（駐地：惠民縣）
    - 惠民縣
    - 商河縣
    - 沾化縣
    - 青城縣
    - 德平縣
    - 無棣縣
    - 濱縣
    - 蒲台縣
    - 陽信縣
    - 樂陵縣
    - 利津縣
    - 陵縣
    - 臨邑縣

  - 清州道（駐地：益都縣）
    - 益都縣
    - 桓台縣
    - 高苑縣
    - 廣饒縣
    - 淄川縣
    - 壽興縣
    - 長山縣
    - 博興縣
    - 博山縣
    - 臨朐縣
    - 臨淄縣

  - 登州道（駐地：煙台市）
    - 煙台市
    - 榮成縣
    - 海陽縣
    - 黃縣
    - 招遠縣
    - 棲霞縣
    - 福山縣
    - 文登縣
    - 蓬陽縣
    - 蓬萊縣
    - 牟平縣
    - 威海衛特別區
    - 龍口特別區

  - 蓬濰道（駐地：濰縣）
    - 濰縣
    - 安丘縣
    - 掖縣
    - 高密縣
    - 諸城縣
    - 昌樂縣
    - 昌邑縣
    - 平度縣

  - 泰安道（駐地：泰安縣）
    - 新泰縣
    - 泰安縣
    - 東阿縣
    - 東平縣
    - 肥城縣
    - 平陰縣
    - 蓬蕪縣

  - 兗濟道（駐地：濟寧縣）
    - 濟寧縣
    - 嘉祥縣
    - 魚台縣
    - 金鄉縣
    - 曲阜縣
    - 泗水縣
    - 滋陽縣
    - 鄒縣
    - 嶧縣
    - 滕縣
    - 汶上縣
    - 寧陽縣

  - 曹州道（駐地：菏澤縣）
    - 菏澤縣
    - 觀城縣
    - 巨野縣
    - 鄆城縣
    - 壽張縣
    - 城武縣
    - 曹縣
    - 單縣
    - 朝城縣
    - 定縣
    - 范縣
    - 濮縣
    - 陽穀縣

  - 沂州道（駐地：臨沂縣）
    - 臨沂縣
    - 郯城縣
    - 沂水縣
    - 莒縣
    - 日照縣
    - 費縣
    - 蒙陰縣

#### 山西省
- 山西省（省會：太原市）
  - 雁門道（駐地：太原市）
    - 太原市：1941年11月22日設置太原市。
    - 盂縣
    - 崞縣
    - 忻縣
    - 五寨縣
    - 五台縣
    - 壽陽縣
    - 徐溝縣
    - 晉泉縣：舊稱太原縣，1943年2月更名。
    - 神池縣
    - 清源縣
    - 靜樂縣
    - 昔陽縣
    - 代縣
    - 定襄縣
    - 平定縣
    - 寧武縣
    - 榆次縣
    - 陽曲縣
    - 嵐縣

  - 冀寧道（駐地：臨汾縣）
    - 臨汾縣
    - 安澤縣
    - 越城縣
    - 介休縣
    - 霍縣
    - 祁縣
    - 交城縣
    - 洪洞縣
    - 太谷縣
    - 中陽縣
    - 浮山縣
    - 汾西縣
    - 汾陽縣
    - 文水縣
    - 平遙縣
    - 離石縣
    - 靈石縣

  - 上黨道（駐地：長治縣）
    - 長子縣
    - 高平縣
    - 壺關縣
    - 沁縣
    - 晉城縣
    - 襄垣縣
    - 長治縣
    - 屯留縣
    - 遼縣
    - 潞城縣
    - 和順縣

  - 河東道（駐地：安邑縣）
    - 安邑縣
    - 榮河縣
    - 永濟縣
    - 夏縣
    - 解縣
    - 河津縣
    - 猗氏縣
    - 曲沃縣
    - 絳縣
    - 虞鄉縣
    - 芮城縣
    - 襄陵縣
    - 稷山縣
    - 新絳縣
    - 聞喜縣
    - 汾城縣
    - 平陸縣
    - 萬泉縣
    - 翼城縣
    - 臨晉縣

#### 豫陝鄂皖邊區→中原省
民國三十三年（1944年）日本發動一號作戰後，在鄭縣成立豫陝鄂皖邊區主任公署，由汪精衛國民政府直轄，不歸華北政務委員會管。民國三十四年（1945年）春，日本以在河南省新攻佔的41縣設中原省，省會鄭縣。8月，日本投降，其省廢除。

### 蒙疆聯合自治政府轄區

#### 察南政廳→宣化省
1939年9月，察南自治政府併入蒙疆聯合自治政府，改組為察南政廳。1943年1月1日察南政廳改為「宣化省」，下轄張家口市及萬全、宣化、懷安、懷來、龍關、赤城、延慶、蔚、涿鹿、陽原等10縣。

#### 晉北政廳→大同省
1939年9月，晉北自治政府併入蒙疆聯合自治政府，改組為晉北政廳。1943年1月1日起，晉北政廳改為「大同省」，下轄大同市及大同、懷仁、陽高、天鎮、渾源、廣靈、靈丘、朔平（右玉）、山陰、應、朔、左雲、平魯等13縣。